# Метод Кронекера
Метод Кро́некера — метод разложения многочлена с целыми коэффициентами на неприводимые множители над кольцом целых чисел; предложен в 1882 Кронекером.
Алгоритм Кронекера находит для данного многочлена {\displaystyle F(x)} многочлен {\displaystyle f(x)}, такой, что {\displaystyle F(x)} делится на {\displaystyle f(x)}, или доказывает, что такого многочлена нет.

## Описание метода
Алгоритм Кронекера основан на следующих соображениях:
1. Если степень многочлена {\displaystyle F} равна {\displaystyle n}, то степень хотя бы одного множителя {\displaystyle f} многочлена не превосходит {\displaystyle \left\lfloor {n \over 2}\right\rfloor } ;
2. Значения как {\displaystyle F} , так и {\displaystyle f} в целых точках — целые числа, причем {\displaystyle f(i}) делит {\displaystyle F(i)} для любого целого {\displaystyle i};
3. При фиксированном {\displaystyle i}, если {\displaystyle F(i)} не равно 0, то {\displaystyle f(i)} может принимать только конечное множество значений, состоящее из делителей числа {\displaystyle F(i)};
4. Коэффициенты многочлена {\displaystyle f} однозначно восстанавливаются по его значениям в точке.

Таким образом, для {\displaystyle f} получается конечное число возможностей; непосредственным делением проверяем, получили ли делитель многочлена {\displaystyle F}.
Строгое Изложение:
Рассмотрим {\displaystyle f(x)\in \mathbb {Z} [x]} — многочлен степени {\displaystyle n}. Пусть {\displaystyle f(x)} приводим над {\displaystyle \mathbb {Z} }. Тогда {\displaystyle f(x)=g(x)h(x)} и один из двух многочленов {\displaystyle g(x)} и {\displaystyle h(x)} имеет степень не выше {\displaystyle n/2}. Пусть без ограничения общности {\displaystyle \operatorname {deg} \,g(x)\leqslant n/2}. Тогда {\displaystyle \forall a\in \mathbb {Z} \;g(a)\in \mathbb {Z} }, следовательно {\displaystyle f(a)\vdots g(a)}. Рассмотрим {\displaystyle m=n/2+1} различных целых чисел {\displaystyle a_{i},i={\overline {1,m}}} таких, что {\displaystyle f(a_{i})\not =0}. Поскольку числа {\displaystyle f(a_{i})} имеют конечное количество целых делителей, можно перебрать всевозможные наборы значений для {\displaystyle g(a_{i})}. По каждому такому набору построим интерполяционный многочлен {\displaystyle g^{*}(x)} степени {\displaystyle m-1=n/2}. Если теперь {\displaystyle f(x){\mathrel {\vdots }}g^{*}(x)}, к многочленам {\displaystyle g^{*}(x)} и {\displaystyle {\frac {f(x)}{g^{*}(x)}}} можно применить тот же метод, и так до тех пор, пока все множители не станут неприводимыми. В противном случае, если {\displaystyle \forall g^{*}(x)\ f(x){\mathrel {\cancel {\vdots }}}g^{*}(x)}, многочлен {\displaystyle f(x)} уже является неприводимым.

## Одномерный алгоритм Кронекера

### Запись алгоритма
Дано: {\displaystyle f(x)\in \mathbb {Z} [x]}
Надо: {\displaystyle g(x)\in \mathbb {Z} [x]}
Где: {\displaystyle n} — степень полинома {\displaystyle f}, {\displaystyle m} — степень полинома {\displaystyle g}, {\displaystyle i} — целочисленное.

Цикл от {\displaystyle i=0} до {\displaystyle [n/2]}
Если ({\displaystyle f(i)=0}) то
{\displaystyle g=x-i}
{\displaystyle m=1}
Ответ найден.
Конец если
Конец цикла
Если (ответ не найден) то
{\displaystyle U} — множество делителей {\displaystyle f(0)} (целочисленных)
Цикл от {\displaystyle i=1} до {\displaystyle [n/2]}
{\displaystyle M} — множество делителей {\displaystyle f(i)} (целочисленных)
{\displaystyle U:=} декартово произведение {\displaystyle U} и {\displaystyle M}
Цикл для каждого {\displaystyle u\in U}
Построить многочлен {\displaystyle g} степени {\displaystyle i}, такой, что {\displaystyle g(j)=u(j)} для {\displaystyle j=0...i}
Если ({\displaystyle f} делится на {\displaystyle g}) то
{\displaystyle m=i}
Решение успешно найдено, ответ {\displaystyle g}
Конец если
Конец цикла
Конец цикла
Конец если
Конец.

ЗАМЕЧАНИЕ. Достаточно научиться разлагать на множители многочлены со старшим коэффициентом, равным единице. Действительно, если старший коэффициент равен {\displaystyle a}, то домножив на {\displaystyle a^{n-1}} и сделав замену {\displaystyle x=y/a}, сводим задачу к этому случаю. После её решения остается сделать обратную замену и сократить на общий множитель an−1 . Однако этот метод обычно оказывается неэффективным: из-за увеличения коэффициентов ухудшаются различные оценки и скорость работы алгоритмов. Поэтому в большинстве работающих алгоритмов таких преобразований не производится.

### Реализация на Maple
```
kronecker
:=
proc
(
f
::
polynom
)

 
local
 
g
,
i
,
n
,
U
,
V
,
j
;

 
with
(
linalg
)
;

 
n
:=
degree
(
f
)
/
2
;
 

 
U
:=
myfactor
(
subs
(
x
=
0
,
f
))
;

 
for
 
i
 
from
 
1
 
to
 
n
 
do

   
U
:=
U
,
myfactor
(
subs
(
x
=
i
,
f
))
;

   
V
:=
mcarp
(
U
)
;

   
for
 
j
 
in
 
V
 
do
   

    
g
:=
interp
([
$0
..
i
]
,
j
,
x
)
;

    
if
 
rem
(
f
,
g
,
x
)
=
0
 
and
 
not
 
type
(
g
,
'constant'
)
 
then
     

      
print
(
g
)
;
               

    
end
 
if
;

   
end
 
do
;

  
end
 
d
о
;
  

end
 
proc
;

myfactor
:=
proc
(
n
::
integer
)

 
local
 
a
,
b
,
i
,
j
;

 
b
:=
[]
;

 
for
 
i
 
from
 
1
 
to
 
abs
(
n
)
 
do

  
if
 
(
irem
(
n
,
i
)
=
0
)
 
then
  

   
b
:=
ArrayTools
[
Concatenate
](
2
,
b
,
i
)
;

   
b
:=
ArrayTools
[
Concatenate
](
2
,
b
,-
i
)
;

  
end
 
if
;

 
end
 
do
;

 
convert
(
b
,
'list'
)
;

end
 
proc
;

#
 
Next
 
2
 
functions
 
computes
 
cartesian
 
product
 
of
 
multiple
 
sets
.

#
 
They
 
are
 
taken
 
from
 
http
:
//people.oregonstate.edu/~peterseb/mth355/docs/355f2001-cartesian-product.pdf

carp
:=
proc
(
X
,
Y
)

 
local
 
Z
,
x
,
y
;

 
Z
:=
{}
;

 
for
 
x
 
in
 
X
 
do

  
for
 
y
 
in
 
Y
 
do

   
Z
:=
Z
 
union
 
{[x,y]}
;

  
end
 
do
;

 
end
 
do
;

 
return
 
Z
;

end
 
proc
;

mcarp
:=
proc
()

 
local
 
Z
,
k
,
x
,
y
;
 
option
 
remember
;

  
if
 
nargs
=
0
 
then

   
Z
:=
{}
;

  
elif
 
nargs
=
1
 
then

   
Z
:=
args
[
1
]
;

  
else
 
Z
:=
{}
;

   
for
 
x
 
in
 
mcarp
(
 
seq
(
args
[
k
]
,
 
k
=
1
..
nargs
-
1
)
 
)
 
do

    
for
 
y
 
in
 
args
[
nargs
]
 
do

    
Z
:=
 
Z
 
union
 
{[op(x),y]}
;

    
end
 
do
;

   
end
 
do
;

  
end
 
if
;

 
return
 
Z
;

end
 
proc
;

```

### Пример
{\displaystyle f(x)=x^{5}-x^{4}-2x^{3}-8x^{2}+6x-1}(это многочлен с целыми коэффициентами и без рациональных корней). Если {\displaystyle f(x)=g(x)h(x)} где степень k многочлена {\displaystyle g(x)} не больше степени {\displaystyle h(x)}, то {\displaystyle k=2}. Тогда {\displaystyle f(0)=-1;f(1)=-5;f(2)=-21}. Делители этих чисел: для первого +1 и −1, для второго +1, −1, +5, −5, для третьего +1,-1, +3, -3, +7,-7,+ 21, -21. Всего получается {\displaystyle 2\cdot 4\cdot 8=64} комбинации. Две комбинации отличающиеся лишь знаком, дают по сути один многочлен. Поэтому можно проверять лишь половину. Остаются 32 случая. Перебирая все эти случаи, можно найти лишь один многочлен 2-й степени, делящий {\displaystyle f(x)}. Это {\displaystyle g(x)=x^{2}-3x+1}. Оба сомножителя этого разложения неприводимы (как многочлены 2-й и 3-й степеней, не имеющие рациональных корней).

## Многомерный алгоритм Кронекера

### Запись условий задачи
Пусть {\displaystyle D} — область целостности с однозначным разложением на множители, {\displaystyle f(x_{1},...,x_{n})\in D[x_{1},...,x_{n}]}. Требуется разложить {\displaystyle f} на неприводимые множители.

### Запись алгоритма
Дано: {\displaystyle f\in \mathbb {Z} [x_{1},...,x_{n}]}
Надо: {\displaystyle G} — разложение
Переменные: многочлен {\displaystyle {\bar {f}}\in \mathbb {Z} [y]}, разложение {\displaystyle {\bar {G}}} многочлена {\displaystyle {\bar {f}}}, множество {\displaystyle M} элементов типа {\displaystyle \mathbb {Z} }.
Идея реализации: Редуцировать задачу к одномерному случаю, путём введения новой неизвестной и заменой всех переменных достаточно высокими степенями этой неизвестной. Факторизовать получившийся многочлен. Выполнить обратную подстановку, пробным делением убедиться, получено ли желаемое разложение.
Начало

Выбрать целое {\displaystyle d} большее, чем степени отдельных переменных в {\displaystyle f} заменить все переменные степенями новой неизвестной {\displaystyle y}:
Разложить {\displaystyle {\bar {f}}(y)} на неприводимые множители, то есть
{\displaystyle G}.число_множителей := 1
{\displaystyle m:=1}
{\displaystyle M:=\{1,...,s\}}

Цикл пока {\displaystyle m\leq [s/2]}
Цикл для каждого подмножества {\displaystyle {i_{1},...,i_{m}}\subset M} пока {\displaystyle m\leq [s/2]}
{\displaystyle g_{i_{1},...,i_{m}}(x_{1},...,x_{n}):=S_{d}^{-1}({\bar {g}}_{i_{1}}(y){\bar {g}}_{i_{2}}(y)...{\bar {g}}_{i_{m}}(y))}
Если {\displaystyle f} делится на {\displaystyle g} то
{\displaystyle G}.множитель[{\displaystyle G}.число_множителей]:={\displaystyle g}
{\displaystyle G}.число_множителей:={\displaystyle G}.число_множителей + 1
{\displaystyle f:=f/g}
{\displaystyle s:=s-m}
{\displaystyle M}.удалить{{\displaystyle i_{1},...,i_{m}}}
Конец если
Конец цикла
{\displaystyle m:=m+1}
Конец цикла

{\displaystyle G}.множитель[{\displaystyle G}.число_множителей]:={\displaystyle f}

Конец

В этом алгоритме обратное преобразование {\displaystyle S_{d}^{-1}} определяется на одночленах по формуле:
{\displaystyle (0\leq b_{i}<d} для {\displaystyle 1\leq i\leq v,\quad v\in \mathbb {Z} )}, далее {\displaystyle S_{d}^{-1}} распространяется по линейности.